# Sainte-Catherine (Puy-de-Dôme)
Sainte-Catherine é uma comuna francesa na região administrativa de Auvérnia-Ródano-Alpes, no departamento de Puy-de-Dôme. Estende-se por uma área de 5.67 km². Em 2010 a comuna tinha 54 habitantes (densidade: 9,5 hab./km²).